# Konstantin Jahoda
Konstantin Jahoda, celým jménem Konstantin Alois Jahoda-Křtinský, pseudonymem Konšta Křtinský (8. listopadu 1828 Křtiny – 8.
května 1895 Vídeň) byl hudební skladatel, slovanský vlastenec a panslavista.

## Život

### Rodný dům
Konstantin Jahoda se narodil ve Křtinách v domě č.p. 22. Ten stával přibližně v poloze dnešního č.p. 104. To že se zde narodil potvrzuje kupní smlouva, kde je psáno, že dům, který měl být koupen leží z jedné strany podél hřbitova a z druhé podél domu Jakuba Opletala. Dům Jakuba Opletala se dostal do vlastnictví jeho dcery, následně byl dům koupen Martinem Jahodou, který zemřel na zápal plic. Pak se dostal do vlastnictví Matěje Jahody, otce Konstantina. Č.p. 22 zaniklo v roce 1947.

### Zaměstnání a veřejná činnost
Od roku 1860 pracoval jako poštovní úředník ve Vídni. V roce 1887 mu byla svěřena pokladna, o rok později byl jmenován pokladním na ředitelství a roku 1892 tamtéž hlavním pokladním. V této funkci zůstal do konce života.
Ve Vídni veřejně působil jako sbormistr pěveckého souboru Flora (zmiňován 1867) a Lumír. Roku 1888 byl zvolen zástupcem sbormistra „Zpěváckého spolku slovanského“ (Slawischer Gesangverein). Téhož roku byl v tisku oceněn za to, že věnoval jedenáct svých skladeb pěveckému spolku v Bradlenech (dnes část obce Rozhraní u Svitav) a spolu s dalšími mecenáši tak přispěl k národnímu uvědomění a vzdělání obyvatel na česko-moravském pomezí.
Zemřel 8. května 1895 v Gonzagagasse 9 v prvním vídeňském obvodu. Pohřben byl o dva dny později na ústředním hřbitově.

## Dílo
Upravoval lidové písně nebo psal sborové a chrámové (Plachá laň, Hymnus, Jarní, Zahučaly hory). K 70. narozeninám Antonína Rybičky (1892) složil slavnostní sbor.